# Bromid antimonitý
Bromid antimonitý je anorganická sloučenina s vzorcem SbBr3. Jedná se o bezbarvou tuhou látku.

## Vlastnosti
Vytváří dvě krystalové modifikace. Jehlice α;-SbBr3 vznikají prudkým ochlazením zahřátého sirouhlíkového roztoku, ten pak pomalu přechází na stabilnější formu β-SbBr3.
V přítomnosti vody hydrolyzuje na oxid antimonitý a kyselinu bromovodíkovou:
2 SbBr3 + 3 H2O → Sb2O3 + 6 HBr

## Příprava
Bromid antimonitý je možné připravit reakcí bromu s kovovým antimonem nebo reakcí oxidu antimonitého s kyselinou bromovodíkovou. Také lze využít reakci bromu se směsí sulfidu a oxidu antimonitého při teplotě 250 °C.

## Využití
Přidává se do polymerů, např. polyethylenu, jako zpomalovač hoření. Také může sloužit jako výchozí látka pro přípravu jiných sloučenin antimonu a jako ustalovač barev.